# Parasemia confluens
Parasemia confluens là một loài bướm đêm thuộc phân họ Arctiinae, họ Erebidae.